# رکس سلطان اسب‌های وحشی
رکس سلطان اسب‌های وحشی (انگلیسی: Rex the King of Wild Horses) یک اسب نر ۱۶ دستی (۱۶۳ سانتی‌متری) از نژاد مورگان بود که میان سال‌های دهه ۱۹۲۰ تا ۱۹۳۰ در فیلم‌های مجموعه‌ای فراوانی نقش‌آفرینی کرد.
از فیلم‌هایی که این اسب در آن‌ها نقش داشته‌است، می‌توان به قانون وحش و قانون هیچ‌کس اشاره نمود که در صحنه‌ای از فیلم اخیر، نجابت یک زن جوان برهنه در حال شنا (با بازی باربارا کنت) را با قرارگیری در مقابل او و دوربین حفظ می‌کند.